# Кронштадт (линейный корабль, 1738)
«Кронштадт» — парусный линейный корабль Балтийского флота Российской империи, один из кораблей типа «Пётр Второй», участник русско-шведской войны 1741—1743 годов.

## Описание судна
Один из девятнадцати парусных 54-пушечных линейных кораблей типа «Пётр II», строившихся с 1724 по 1768 год на верфях Архангельска и Санкт-Петербурга. Всего в рамках серии было построено девятнадцать линейных кораблей.
Длина корабля по сведениям из различных источников составляла 43,57—43,6 метра, ширина от 11,6 до 11,7 метра, а осадка от 5,1 до 5,5 метра. Вооружение судна составляли 54 орудия, включавшие восемнадцати-, восьми- и четырёхфунтовые пушки, а экипаж состоял из 440 человек.

## История службы
Линейный корабль «Кронштадт» был заложен на Соломбальской верфи 5 (16) августа 1737 года и после спуска на воду 21 мая (1 июня) 1738 года вошёл в состав Балтийского флота России. Строительство корабля вёл кораблестроитель в звании корабельного подмастерья В. И. Батаков.
В 1738 году совершил переход из Архангельска в Кронштадт, во время перехода 2 (13) августа сел на мель на Скагенском рифе, однако экипажу удалось снять корабль с мели без посторонней помощи. В следующем 1739 году принимал участие в практическом плавании эскадры кораблей Балтийского флота в Финском заливе у Красной горки.
Принимал участие в русско-шведской войне 1741—1743 годов. С июня по август 1741 года находился в составе эскадры, стоявшей на Кронштадтском рейде, и использовался в качестве учебного судна. С мая по сентябрь следующего 1742 года выходил в крейсерские плавания в Финский залив в составе эскадры под командованием вице-адмирала З. Д. Мишукова и в активных боевых действиях участия не принимал. 30 апреля (11 мая) 1743 года корабль в составе эскадры контр-адмирала Я. С. Барша ушёл из Ревеля в крейсерское плавание в Финский залив. С 7 (18) по 8 (19) июня принял участие в перестрелках с неприятельским флотом у Гангута. После этого до 20 (31) октября продолжил участие в крейсерском плавании.
В 1744 и 1746 годах принимал участие в плаваниях эскадр кораблей Балтийского флота в Финском заливе и Балтийском море, в 1745 году стоял на Кронштадтском рейде, а в 1748 году находился в практическом плавании до мыса Дагерорд.
В июне и июле 1749 года находился составе эскадры, перевозившей имущество русского экспедиционного корпуса из Данцига в Ревель, после чего перешёл в Кронштадт. В сентябре того же года принимал участие в сопровождении новопостроенных судов из Кронштадта к Красной Горке на испытания. В 1750 и 1751 годах вновь принимал участие в практических плаваниях эскадр кораблей Балтийского флота в Финском заливе и Балтийском море.
Корабль «Кронштадт» был разобран Кронштадте в 1755 году.

## Командиры корабля
Командирами линейного корабля «Кронштадт» в разное время служили:
- капитан полковничьего ранга Т. Стокс (1738—1739 годы)[комм. 5][13];
- лейтенант майорского ранга Н. Г. Лопухин (1741 год)[14];
- капитан полковничьего ранга Я. Опий (1742—1743 годы)[10];
- лейтенант майорского ранга П. Чихачев (1744 и 1746 годы)[15].
- капитан полковничьего ранга князь С. М. Мещерский (1745 год)[16];
- лейтенант майорского ранга Н. Хитрово (1748 год)[17];
- лейтенант М. Колударов (1749 год)[18];
- лейтенант майорского ранга А. М. Давыдов (1750 год)[19];
- капитан 2-го ранга П. Чихачев (1751 год)[15].

### Комментарии
1. ↑  Также в серию входили линейные корабли «Пётр Второй» (головной корабль проекта), «Выборг», «Новая Надежда», «Северная Звезда», «Азов», «Астрахань», «Святой Андрей», «Святой Пантелеймон», «Святой Исаакий», «Святой Николай», «Шлиссельбург», «Азия», два корабля «Нептунус» 1736 и 1758 годов постройки, два корабля «Город Архангельск» 1735 и 1761 годов постройки и два корабля «Варахаил» 1749 и 1752 годов постройки.
2. ↑  143 фута.
3. ↑  38 футов.
4. ↑  16 футов 7 дюймов.
5. ↑  Настоящее имя Thom Stokes, в русской транслитерации также использовалось имя Штокс.